# Rosyjska Akademia Sztuk Pięknych
Rosyjska Akademia Sztuk Pięknych ((ros.) Российская академия художеств, РАХ) – rosyjska uczelnia państwowa, od 25 maja 1992 prawna spadkobierczyni Radzieckiej Akademii Sztuk Pięknych, wiodący ośrodek wśród krajowych instytucji kształcenia w zakresie architektury, dekoratorstwa, designu i pozostałych sztuk plastycznych. W salach wystawnego kompleksu przy ul. Preczistenka organizowane są liczne wystawy artystów rosyjskich i zagranicznych. 
Od 1997 Akademii przewodzi Ludowy Artysta ZSRR Zurab Cereteli.

## Struktura
W skład Akademii wchodzi 11 wydziałów i cztery jednostki naukowo-dydaktyczne:

### Wydziały
- Wydział Malarstwa
- Wydział Rzeźby
- Wydział Grafiki
- Wydział Architektury
- Wydział Sztuki Dekoratorskiej
- Wydział Designu
- Wydział Wiedzy o Sztuce
- Wydział Sztuki Teatralno-Kinematograficznej
- Wydział Sztuki Fotograficznej i Technologii Multimedialnych
- Wydział Uralu, Syberii i Dalekiego Wschodu w Krasnojarsku
- Wydział Powołża w Kazaniu

### Pozostałe jednostki naukowo-dydaktyczne
- Moskiewski Państwowy Akademicki Instytut Artystyczny im. W.I. Surikowa
- Petersburski Państwowy Akademicki Artystyczny Instytut Malarstwa, Rzeźby i Architektury im. I.E. Riepina
- Moskiewskie Akademickie Liceum Artystyczne Rosyjskiej Akademii Sztuk Pięknych
- Petersburskie Państwowe Liceum Artystyczne im. B.W. Iogansona
- Katedra UNESCO sztuk pięknych i architektury